# Horváth Ádám (sakkozó)
Horváth Ádám (?, 1981. július 14. –) magyar sakkozó, nemzetközi nagymester, U20 junior Európa-bajnok, U16 magyar bajnok, sakkolimpikon.

## Pályafutása
1995-ben 2. helyezést ért el az U14 korosztályos magyar bajnokságon, ez alapján 1995-ben tagja volt a gyermek sakkolimpián 2. helyezést elért magyar válogatott csapatnak. 1996-ban megnyerte az U16 korosztályos magyar bajnokságot, ebben a korcsoportban 1997-ben bronzérmet szerzett.
2000-ben az U20 junior korosztályban Európa-bajnok lett.
2002-ben szerezte meg a nemzetközi nagymesteri fokozatot.
A 2016. júniusban érvényes Élő-pontértéke a klasszikus sakkjátékban 2515, rapidsakkban 2479, villámsakkban 2522. A magyar ranglistán az aktív játékosok között a 22. helyen áll. Legmagasabb pontértéke a 2005. áprilisban elért 2555 volt.

## Kiemelkedő versenyeredményei
- 2. helyezés: Kőszeg (1997)
- 1-2. helyezés: Atom Kupa verseny Paks (1998)
- 2. helyezés: Groningen (1999)
- 2-3. helyezés: FS02 GM verseny Budapest (2001)
- 1-2. helyezés: Hotel Lipa GM verseny Szentgotthárd (2001)[4]
- megosztott 1. helyezés: Zalakaros (2002)[5]
- 2. helyezés: GM verseny Balatonlelle (2002)[6]
- 1. helyezés: Harkány (2003)[7]
- 1. helyezés: GM verseny Balatonlelle (2004)[8]
- megosztott 1. helyezés: Davos (2004)[9]
- megosztott 1. helyezés: Harkány (2004)[10]
- megosztott 2. helyezés: Brumath (2004)
- megosztott 1. helyezés: Balaguer (2005)[11]
- 2. helyezés: Balatonlelle (2007)[12]
- megosztott 1. helyezés: Metz (2009)[13]
- 3. helyezés: Paks Open A (2011)[14]
- 1. helyezés: Soazza Chess Open (2011)[15]
- 1. helyezés: Canberra (2012)[16]
- 2. helyezés: 31. Zalakaros Open (2012)[17]
- 1. helyezés: Vandoeuvre (2013)[18]
- Zalakaros (2015) – nyílt magyar bajnoki cím[19]

## Csapateredményei
Tagja volt a 2006-os sakkolimpián 5. helyezést szerzett magyar válogatottnak.
2000-ben 2., 2002-ben 3., 2004-ben és 2013-ban az 5. helyet szerzett magyar válogatott tagja volt a MITROPA Kupa versenyen.

## Díjai, elismerései
- A Magyar Köztársaság jó tanulója, jó sportolója (1993)[22]
- Pro Urbe díj (2003) A Zalaegerszegi Csuti-Hydrocomp SK sakkcsapatának tagjaként.[23]